# フェルナンデス・レーシング

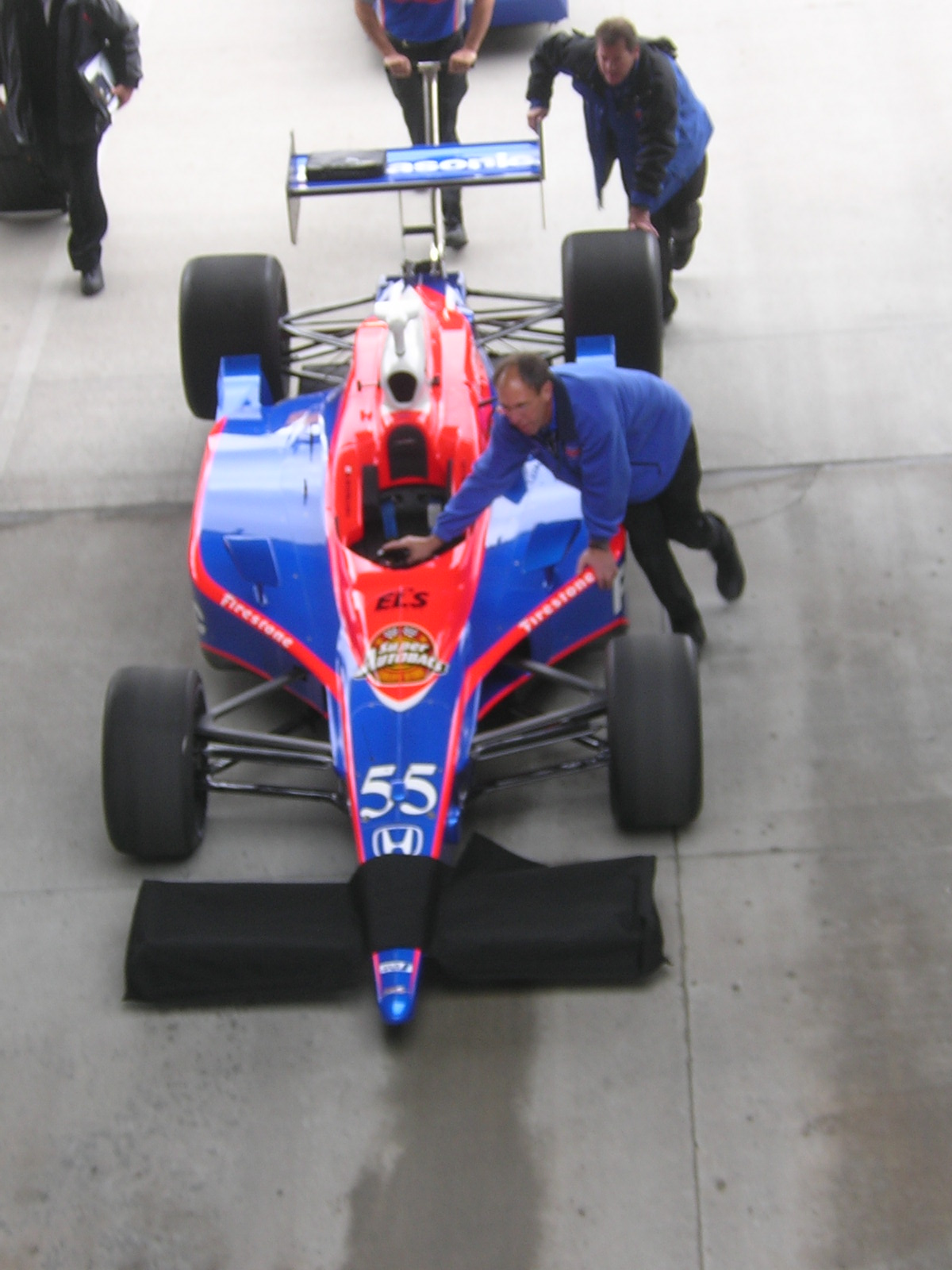
スーパーアグリ・フェルナンデス・レーシングの55号車、松浦孝亮がドライブ

フェルナンデス・レーシング (Fernández Racing) は、アメリカン・ル・マン・シリーズに参戦するメキシコのレーシングチーム。以前はチャンプカー・シリーズ、インディカー・シリーズ、ロレックス・スポーツカー・シリーズに参戦していた。チームは2001年にエイドリアン・フェルナンデスとトム・アンダーソンによって共同設立された。

## オープン・ホイール
チームはチャンプカー・シリーズにフェルナンデスと中野信治を起用して参戦した。2003年は中野と契約を結ばず、フェルナンデスのみの1カー態勢に縮小して参戦したが、ポートランドで初勝利を記録した。一方IRLへは鈴木亜久里と手を組み、スーパーアグリ・フェルナンデス・レーシング (Super Aguri Fernandez Racing) としてロジャー安川を参戦させた。翌2004年シーズンは開幕直前に参戦予定を変更、フェルナンデス自身もIRLへの参戦を決定する。フェルナンデスはケンタッキー、シカゴ、カリフォルニアと3勝を挙げた。
2005年はモー・ナン・レーシングと手を組み、フェルナンデス自身はインディ500のみの参戦であった。スーパーアグリチームでは松浦孝亮を起用し、またデルファイ・フェルナンデス・レーシング (Delphi Fernandez Racing) としてスコット・シャープを起用した。チームはまたロウズのスポンサードを受けロレックス・スポーツカー・シリーズに参戦、フェルナンデスとマリオ・ハーバーフェルドがデイトナ・プロトタイプを走らせた。

## アメリカン・ル・マン・シリーズ
2007年シーズンはインディカーおよびグランダム・シリーズから撤退し、パートナーであった鈴木亜久里との契約を解消、鈴木はパンサー・レーシングと提携しスーパーアグリ・パンサー・レーシング (Super Aguri Panther Racing) としてインディカーへの参戦を継続した。フェルナンデス・レーシングはアキュラの新たなLMP2プロジェクトに加わり、3つのファクトリーチームの内の1つとしてアメリカン・ル・マン・シリーズに参戦した。チームは第1のエンジン開発チームとして選ばれることとなった。

## 所属ドライバー

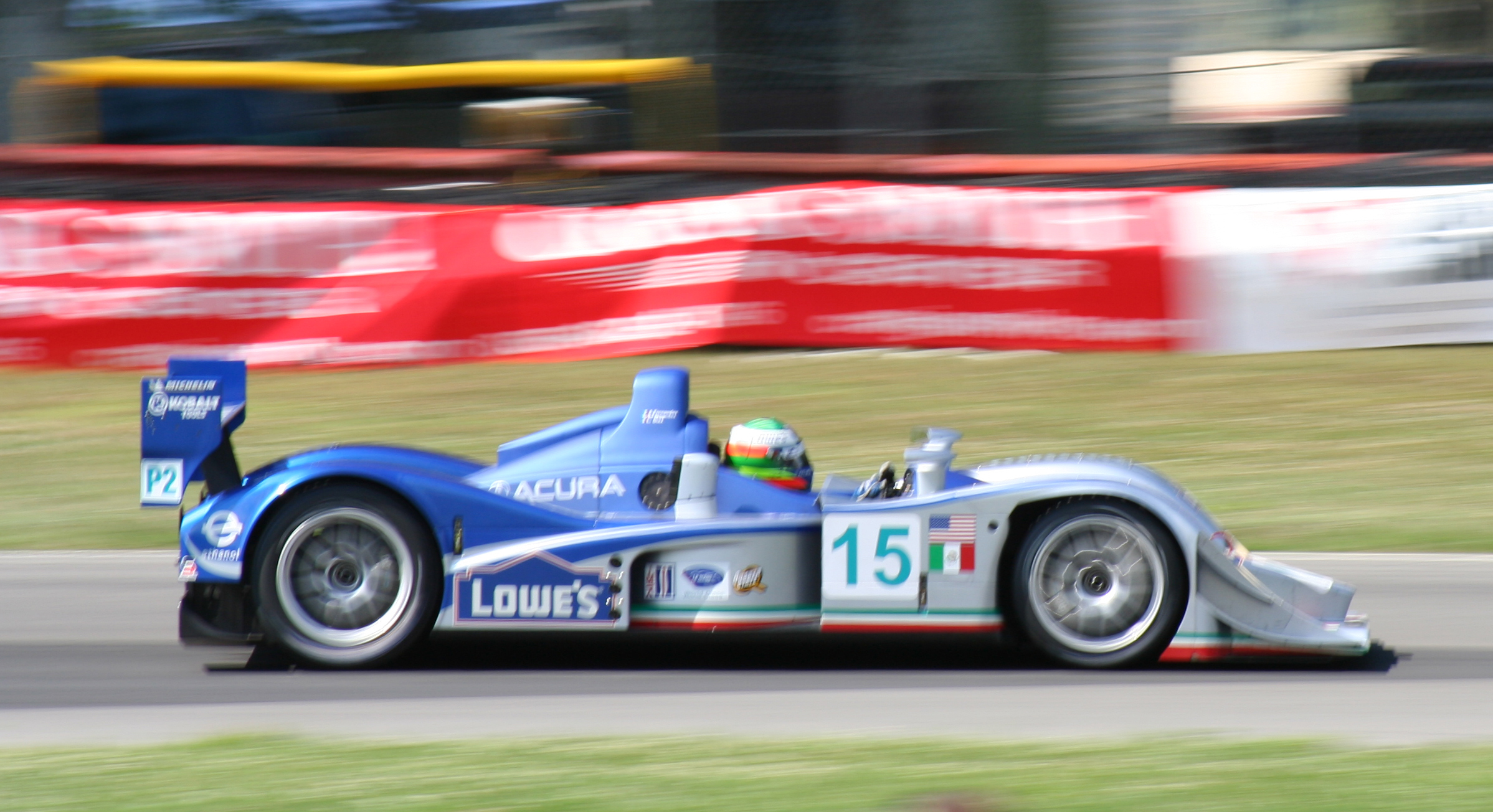
ローラ B06/43-アキュラ アメリカン・ル・マン・シリーズで

### CART
- エイドリアン・フェルナンデス
- 中野信治
- マックス・パピス
- ルイス・ディアス (2 races)

### IRLインディカー・シリーズ
- スコット・シャープ
- 松浦孝亮
- エイドリアン・フェルナンデス

### Grand-Am/ALMS
- エイドリアン・フェルナンデス (Grand Am & ALMS 2006-)
- マリオ・ハーバーフェルド (Grand-Am)
- ルイス・ディアス (ALMS 2007-)